# گیلک‌های قزوین
گیلک‌های قزوین به یکی از اقوامی است که در استان قزوین در کنار اقوام دیگر زندگی می‌کنند.

## پژوهش
علاوه بر مهاجرین کار در شمال استان قزوین، زبان مردم الموت هم رگه‌های پررنگی از زبان گیلکی دارد و حتی گویشوران الموتی و گیلکی به راحتی می‌توانند بخش مهمی از گفته‌های همدیگر را بفهمند. فرهنگ و امثال و حکم و قصه‌های فولکلور یا مردمی این دو فرهنگ نیز در طول تاریخ همنشینی‌شان با یکدیگر تلفیق شده و تا حدودی برهم انطباق یافته‌است. همچنین دانشنامه ایرانیکا به سه زبان ترکی و تاتی و گیلکی در الموت اشاره می نماید.